# Cmentarz żydowski w Łasinie
Cmentarz żydowski w Łasinie – kirkut mieścił się przy obecnej ulicy Radzyńskiej. Został założony w 1818 r. W czasie II wojny światowej został całkowicie zdewastowany. Do dziś na jego terenie nie zachowały się żadne elementy macew. Powierzchnia nekropolii to 0,22 ha. Po II wojnie światowej na cmentarz żydowski przy ul. Radzyńskiej przeniesiono mogiły ze zlikwidowanego cmentarza ewangelickiego, który znajdował się przy ulicy Starej 1.